# Шантидева
Шантидева је био индијски будистички учењак са Наланда универзитета, присталица мадјамика прасангика филозофије.
Шантидева је посебно славан као аутор Водича кроз начин живота бодисатве (Bodhicaryavatara односно Bodhisattvacaryavatara). Ради се о дугачком тексту у стиховима који описује процес пробуђења од прве помисли па до потпуне будности. Данашњим махајанским и вађрајанским будистима тај текст још увек представља предмет проучавања.
Сва радост овога света
потиче из жеље да други буду срећни,
а сва патња у овоме свету
потиче из жеље да ја будем срећан.
(Bodhicaryavatara)
| „          | Znaj svoj um potpuno Kao što voda zna vodu | ” |
| —Šantideva |                                            |   |